# توهم زدگی
توهم زدگی به انگلیسی:hallucinosis اصطلاحی کلی است به معنای مستعد بودن مفرط برای توهم.این اصطلاح برای حالت‌هایی به کار می‌رود که در آن‌ها توهم‌ها دارای اساس عضوی یا ناشی از مصرف مواد هستند.